# Verlot
Verlot és una concentració de població designada pel cens dels Estats Units a l'estat de Washington. Segons el cens del 2000 tenia 170 habitants.

## Demografia
Segons el cens del 2000, Verlot tenia 170 habitants, 66 habitatges, i 41 famílies. La densitat de població era de 10,3 habitants per km².
Dels 66 habitatges en un 34,8% hi vivien nens de menys de 18 anys, en un 48,5% hi vivien parelles casades, en un 12,1% dones solteres, i en un 36,4% no eren unitats familiars. En el 21,2% dels habitatges hi vivien persones soles el 3% de les quals corresponia a persones de 65 anys o més que vivien soles. El nombre mitjà de persones vivint en cada habitatge era de 2,58 i el nombre mitjà de persones que vivien en cada família era de 3,1.
Per edats la població es repartia de la següent manera: un 29,4% tenia menys de 18 anys, un 7,1% entre 18 i 24, un 30% entre 25 i 44, un 26,5% de 45 a 60 i un 7,1% 65 anys o més.
L'edat mediana era de 39 anys. Per cada 100 dones de 18 o més anys hi havia 114,3 homes.
La renda mediana per habitatge era de 29.519 $ i la renda mediana per família de 27.692 $. Els homes tenien una renda mediana de 90.957 $ mentre que les dones 46.250 $. La renda per capita de la població era de 13.205 $. Aproximadament el 20,7% de les famílies i el 33,5% de la població estaven per davall del llindar de pobresa.

## Poblacions més properes
El següent diagrama mostra les poblacions més properes.